# Лю Хуей
Лю Хуей (刘徽, 220 — 280) — китайський математик часів династії Вей.

## Життєпис
Народився у 220 році. Про його життя майже немає відомостей[джерело?]. Походив зі знатного роду, був нащадком аристократа Ціаня. Імовірно, більшу частину життя мешкав у столиці держави Вей — Лояні, перебуваючи в почті імператорів з роду Цао. Помер у 280 році.

## Математика
У 263 році він написав коментар до «Математики в дев'яти книгах» («Цзю чжан суань шу») та книгу «Хай дао суань цзин» («Лічильний канон морського острова»).
У коментарі до «Математики» за допомогою інфінітезімальних методів Лю Хуей обчислював площу кола і об'єми різних тіл типу призми, піраміди, тетраедра, клину, циліндра, конуса і зрізаного конуса. Безуспішно намагався знайти об'єм кулі, і написав, що залишає цю роботу майбутнім математикам. На відміну від своїх попередників, яким була властива догматична подача математичного матеріалу, Лю Хуей зробив перші теоретичні кроки, забезпечивши поясненнями алгоритмічні правила з «Математики».
«Хай дао суань цзин» — твір із практичної геометрії, що складається з дев'яти задач на визначення відстані до недоступного об'єкта і його розмірів (висота острова, сосни, вежі, ширина гір, стіни, річки, глибина ущелини, ями) за допомогою застосування прямокутного трикутника та його властивостей. Для всіх задач наводиться правильний розв'язок і відповідь. Для обчислень застосовується від 2 до 4 вимірювань за допомогою пари жердин (бяо), пари косинців (цзюй) або мотузки (зі). Лю Хуей розв'язує задачі за допомогою розробленого ним методу «чунча» («подвійна різниця»), назва якого пояснюється застосуванням відношення двох виміряних різниць, отриманих на підставі подібності прямокутників.
У частинах «Хай дао суань цзин», що збереглися до нашого часу, немає ніяких креслень, але не виключено, що спочатку вони були. Лю Хуей описав свій метод у десятому (додатковому) розділі «Математики в дев'яти книгах», і назвав його «чунча». Розділ йшов після розділу «Гоу гу» («менший і більший катети») і також містив задачі на використання властивостей прямокутного трикутника.
Лю Хуей написав також «Лу ши ци ци ту» («Зображення схилених посудин скрибів-ши з Лу»), який не зберігся до наших днів. У ньому описувався принцип дії відомої у Китаї з III ст. до н. е. «схиленої посудини» (ци ци). Її особливість у тому, що вона змінює своє положення, коли в неї наливають воду за рахунок перерозподілу по спеціальних відсіках усередині. Якщо посудина порожня, то перебуває в похилому положенні; якщо наповнена наполовину, то стоїть вертикально; а налита по вінця, нахиляється й набуває горизонтального положення.